# Nötsch im Gailtal
Nötsch im Gailtal (słoweń. Čajna) – gmina targowa w Austrii, w kraju związkowym Karyntia, w powiecie Villach-Land. Liczy 2230 mieszkańców (1 stycznia 2015).